# Eddy Walis
Eddy Walis, auch Eddie Wallis, Eduard Walis, Edward Walis, eigentlich Eduard Weiszfisz (* 16. August 1900 in Den Haag; † 19. Oktober 1966 in Santa Monica, Kalifornien) war ein niederländischer Geiger und Orchesterleiter des Jazz und der Unterhaltungsmusik, der zunächst in Deutschland und der Tschechoslowakei arbeitete, dann in den Niederlanden und den Vereinigten Staaten.

## Leben
Walis wurde in Den Haag geboren, wohin seine Eltern aus Polen ausgewandert waren. Er studierte das Violinspiel am Konservatorium in Amsterdam. In den 1920er Jahren ging er in das Deutsche Reich und zog nach Berlin, wo er als selbstständiger Musiker in Kabaretts spielte. Im Jahr 1927 stellte er sich sein eigenes “Jazz-Orchester” (auf den Etiketten auch “Jazz-Sinfonie-Orchester”) zusammen, mit welchem er bei den Schallplattenfirmen Audiphon, BuScha, Clangor, Hertie, Phonycord Flexible, Sonora und Tempo jazzbeeinflusste Aufnahmen machte.
Von 1927 bis 1932 spielte Walis hauptsächlich für das “Artiphon”-Label von Hermann Eisner und seine Untermarken in Berlin, auf welchen er mit den Refrainsängern Eric Helgar (z. B. "Kleine Frau warum bist du nicht meine Frau" auf Art. 12 708), Erwin Hartung (z. B. "Siboney Rhumba" auf Art. 12 293) und Eugen Rex zu hören war. Englische Refrains (z. B. "Pardon Me Pretty Baby" auf Art. 12 272) trug Con Conway vor. Auch die beiden ungarischen Duettisten Lakos und Mocsanyi, die unter dem Künstlernamen "Two Jazzers" auch in Berlin auftraten, haben mit seinem Orchester aufgenommen (z. B. Art. 11 244 "Herr Ober, zwei Mokka!" oder Art. 11 949 "Das erste Mal fällt dir das Küssen schwer").
Er nahm auch für die tschechische Firma RWHM (Record Werke Hermann Maassen) von Hermann Maassen in Horný Žleb (deutsch: Obergrund) auf, wo von ihm die Sänger Karel Hruška, Jára Pospišil und Jaroslav Zlonický begleitet wurden. Eddy Walis und sein Orchester spielten Tanz- und Filmmusik ebenso wie Opern- und Operettenmelodien. Unter den Liedern, die er auf Platten aufnahm, waren die internationalen Schlager "Singin' in the Rain" (Artiphon 11 438, Phonycord Flexible Nr. 447), "Little Pal" (Art. 11 460, PhFl. 455), "I'm in the Seventh Heaven" (Art. 11 462, PhFl. 455), "Waiting for You" (Art. Nr. 9326, mx 12 472) und "Oh! Mo'nah" (Art. Nr. 9340, mx 12 491), aber auch Schlager aus deutschen Tonfilmen (z. B. "Wenn ich Sonntags in mein Kino geh'" auf Art. Nr. 8455 (Film "Ich bei Tag und du bei Nacht"), mx 12 664, oder "Was kümmert mich die ganze Welt, wenn mir ein Mädel gefällt" (mx 12 667)(Film "Das Blaue vom Himmel")).
In Deutschland nahm Walis auch für das “Brillant”-Label auf. Dort firmierte er unter dem Künstlernamen “Joe London” (z. B. Brillant Nr. 7 (Matr.Nr. 3002): “Goodnight Sweetheart” als 'Joe London und sein Orchester'). Auch für die Berliner Firma “Lukra” des Moritz Lewin, die sich mit ihren Marken "Lukraphon" und "Semer" auf Jüdische Künstler spezialisierte und dem “Jüdischen Kulturbund” verbunden war, hat er Aufnahmen gemacht (z. B. “Kol Nidrei”).
1932 wurde die Band von Eddy Walis als Hausorchester im Berliner Eden-Hotel engagiert. Sie löste das Orchester von Oscar Joost ab.
Nach der Machtergreifung der Nationalsozialisten in Deutschland 1933 zog sich Walis nach Holland zurück. In Rotterdam gastierte er im Café Caland, außerdem am Rundfunk in Hilversum, und 1934 in Luxemburg. Während dieser Zeit trat seine Band unter Namen wie “Fantasia Orkest”, “Esmeralda Orkest” und “Rosian Orkest” auf. Walis konnte u. a. den Pianisten Isja Rossican und die Trompeterin Clara de Vries als Solisten gewinnen.
Als die deutsche Wehrmacht in Holland einfiel, wurde Walis, der jüdischen Glaubens war, im Amsterdamer Ghetto eingesperrt. Dort arbeitete er mit den jüdischen Musikerkollegen, dem Geiger Paul Godwin, dem Posaunisten Heinz Lachmann und dem Pianisten Martin Romans zusammen.
Walis gelang es, die Shoah zu überleben. Bei Kriegsende 1945 spielte sein Jazz-Orchester wieder über den Sender Hilversum aus Holland. 1947 war er im Restaurant Bussum engagiert. In dieser Zeit heiratete er Lynn Walis, die als einzige ihrer Familie die Haft im Konzentrationslager Auschwitz-Birkenau überlebt hatte. Als Folge medizinischer Experimente, die der Gynäkologe Carl Clauberg dort vorgenommen hatte, konnte sie keine Kinder mehr bekommen. Das Paar lebte einige Jahre in Israel, wo Eddy Walis 1952 im Kaffeehaus “Tifereth” in Jerusalem auftrat. Danach ging er nach Amerika.